# Ли Гао
Ли Га́о (кит. 李暠, пиньинь Lǐ Gǎo, 351—417), взрослое имя Сюаньшэ́н (玄盛), прозвище Чаншэ́н (長生) — основатель государства Западная Лян; храмовое имя — Тай-цзу (太祖), посмертное имя — Учжа́о-ван (武昭王). После того, как его дальний потомок Ли Юань основал в 618 году империю Тан, Ли Гао получил посмертное имя Синшэн-хуанди (興聖皇帝).

## Биография

### Ранние годы
Ли Гао родился в 351 году в Дидао округа Лунси государства Ранняя Цинь. Он был посмертным ребёнком Ли Чана — потомка знаменитого генерала Ли Гуана времён империи Хань, который, в свою очередь, возводил свой род к Лао-цзы и генералу царства Цинь Ли Синю, участвовавшему в завоевании всех остальных китайских царств того времени. После смерти Ли Чана его вдова вышла за человека по фамилии Сун, от которого родила как минимум одного сына — Сун Яо. Когда Ли Гао вырос, то изучил труды Сунь-цзы и У Ци по военному делу. В 387 году было создано государство Поздняя Лян, и эти места оказались внутри его границ.
В 397 году Дуань Е провозгласил образование государства Северная Лян, и Ли Гао был назначен главой уезда Сяогу округа Дуньхуан. В 400 году скончался глава округа, а так как Ли Гао стал к тому времени очень популярен среди местных жителей, то с согласия Дуань Е он возглавил округ Дуньхуан. Вскоре после этого его подчинённый Тан Яо, взяв под контроль шесть округов вокруг Дуньхуана, предложил Ли Гао стать их правителем. Ли Гао согласился, и взял себе титул «Лянский гун» (凉公), провозгласив тем самым независимость от Северной Лян.

### Во главе Западной Лян
Ли Гао сделал своей резиденцией Дуньхуан. В 401 году Цзюйцюй Мэнсюнь сверг Дуань Е и сам сел на престол Северной Лян, а Ли Гао, воспользовавшись этим, захватил Цзюцюань. Северная Лян в это время потерпела поражение от государства Поздняя Цинь, и Ли Гао номинально признал себя вассалом Поздней Цинь.
В 405 году Ли Гао, не разрывая вассальных отношений с Поздней Цинь, отправил послов в империю Цзинь, признавая себя ещё и цзиньским вассалом. Затем он перенёс столицу в Цзюцюань, чтобы быть поближе к северолянской столице Чжанъе, и начал долгую войну против Северной Лян. В 406 году он заключил мирный договор с государством Южная Лян.
В 408 году, так и не получив ответа на своё первое послание, Ли Гао отправил новое посольство в империю Цзинь.
В 410 году Ли Гао был вынужден заключить мир с Цзюйцюй Мэнсюнем, однако в 411 году тот совершил неожиданное нападение на Западную Лян. Ли Гао смог отбиться за стенами столицы, а когда Цзюйцюй Мэнсюнь, испытывая трудности с продовольствием, был вынужден отступить к своей столице, отправил за ним своего сына Ли Синя, который одержал крупную победу.
В 417 году Ли Гао заболел и умер. Хотя сам он провозгласил себя лишь гуном, в качестве посмертного титула ему был дан княжеский.